# 云南匙羹藤
云南匙羹藤（学名：Gymnema yunnanense）为夹竹桃科匙羹藤属的植物，其种加词“yunnanense”意为“云南的”。中国特有植物。分布在中国大陆的云南等地，生长于海拔1,000米至2,000米的地区，一般生长在山地杂木林中，目前尚未由人工引种栽培。